# Paco Rabanne
Paco Rabanne, nato Francisco Rabaneda Cuervo (Pasaia, 19 febbraio 1934 – Ploudalmézeau, 3 febbraio 2023), è stato uno stilista e designer spagnolo.

## Biografia
Abbandonò il suo Paese rifugiandosi in Francia con sua madre allo scoppio della guerra civile spagnola. Studiò per diventare architetto ma cominciò ad essere conosciuto, negli anni sessanta, come enfant terrible del mondo della moda francese.
Rabanne intraprese la sua carriera nella moda creando gioielli per Givenchy, Dior e Balenciaga. Diede vita alla sua propria casa di moda nel 1966. Usava per i suoi modelli materiali fuori dalle abitudini come metallo, carta e plastica. Coco Chanel ribattezzò il collega “il metallurgico della moda” poiché egli usava molto il metallo nelle sue creazioni. Fu il primo stilista in assoluto ad usare la musica nelle sue sfilate.  Negli anni 70 lanciò l'eau de toilette maschile Paco Rabanne Pour Homme.
Tra le sue clienti più note, si annoverano Romina Power e Françoise Hardy.
Paco Rabanne divenne conosciuto per i suoi costumi di scena in film come Barbarella.
Si interessò ai fenomeni paranormali e fu inviso all'opinione pubblica per le sue errate previsioni riguardanti una caduta della stazione spaziale russa Mir su Parigi nel 1999.
Rabanne, che era rimasto in Francia anche dopo la fine del franchismo, è deceduto a Ploudalmézeau il 3 febbraio 2023, pochi giorni prima di compiere 89 anni.

## Nella cultura popolare

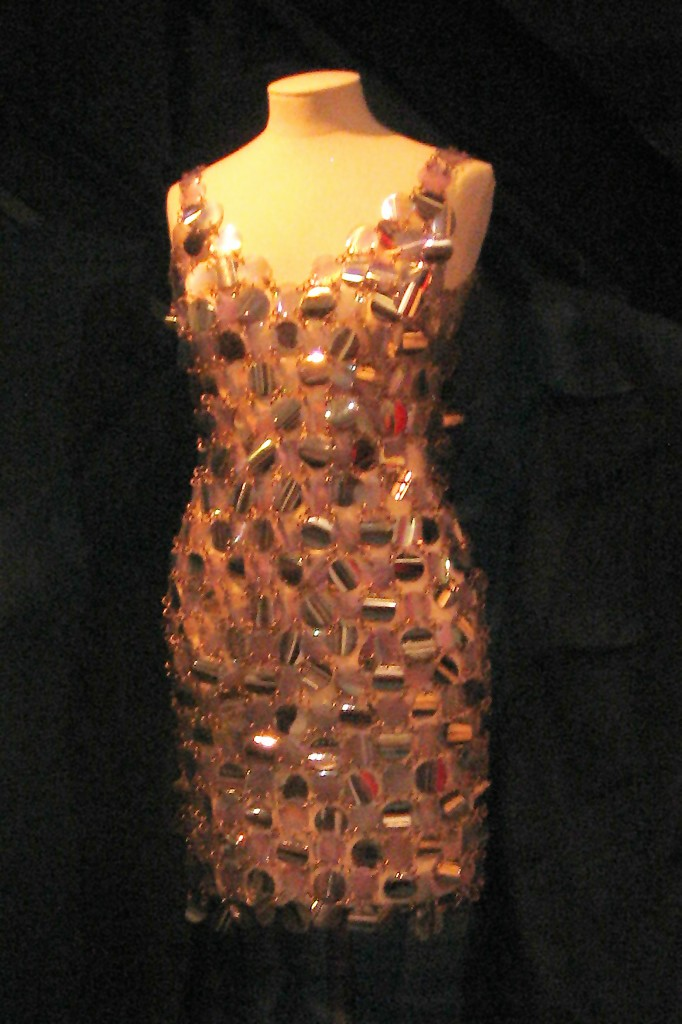
Un abito ideato da Paco Rabanne

Il nome di Rabanne è entrato anche nella storia del cinema, soprattutto con l'abito di paillette indossato da Audrey Hepburn verso la fine del film Due per la strada (1967) di Stanley Donen, e con i costumi di Jane Fonda in Barbarella (1968) di Roger Vadim. Nello stesso periodo Rabanne curò gli abiti nella produzione del film parodistico James Bond 007 - Casino Royale (1967), insieme alla costumista Julie Harris.